# Don Costa

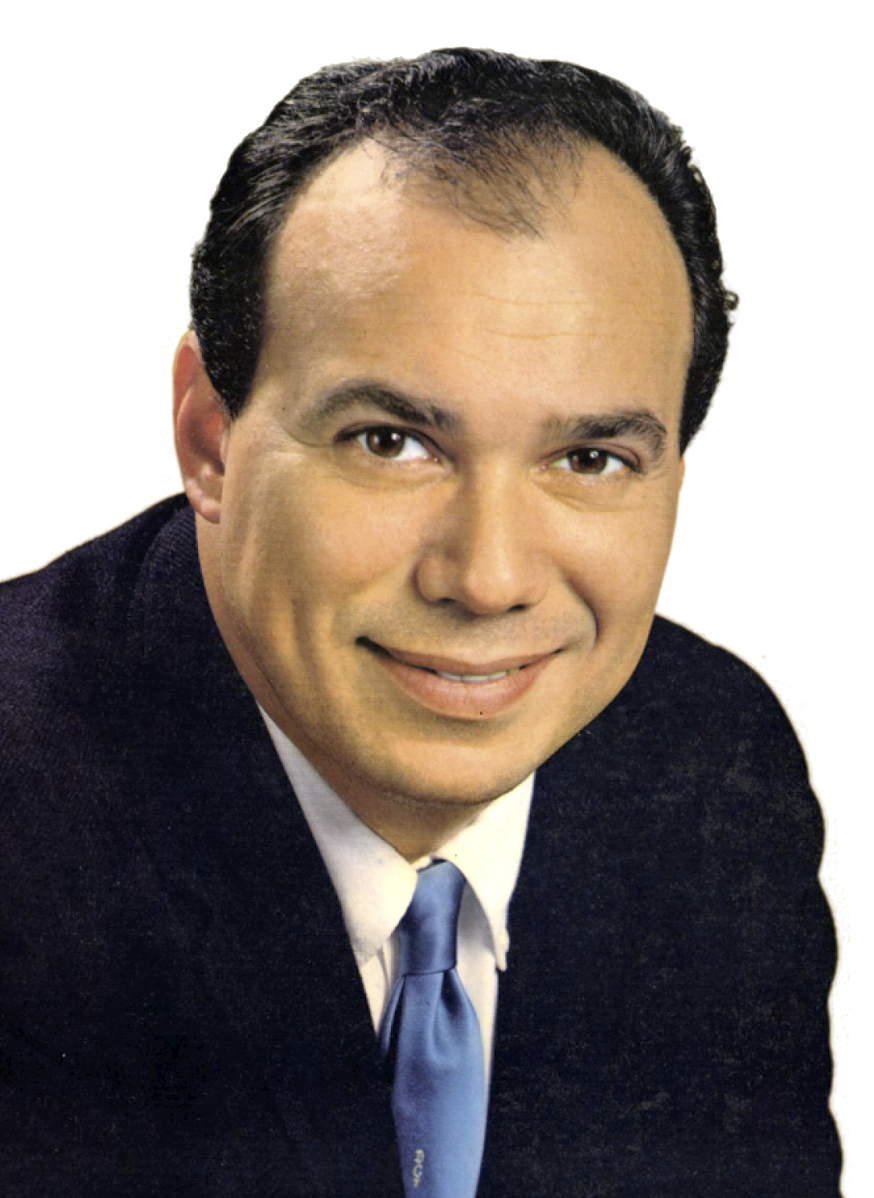
Don Costa

Don Costa, född 10 juni 1925 i Boston, Massachusetts, död 19 januari 1983 i New York, var en amerikansk popmusikarrangör och skivproducent mest känd för sitt arbete med Frank Sinatra, Santo & Johnny(it), Andy Williams, Ferrante & Teicher(it), Herb Alpert & The Tijuana Brass, Al Caiola(it), Piergiorgio Farina(it), Wess & The Airedales(it), Steve Lawrence, Eydie Gormé, Tony Bennett, Sarah Vaughan, Lloyd Price, George Hamilton IV(en) och Paul Anka.